# Lemna
Lemna este un gen de plante acvatice plutitoare din familia lintiței. Aceste plante care cresc rapid au o întrebuințare ca sistem model în studii în sinecologie, botanică bazică, ecotoxicologie și producția de produse biofarmaceutice, precum și ca o sursă de hrană pentru animale în agricultură și acvacultură. În prezent sunt cunoscute 14 specii de Lemna.

## Taxonomie și obiceiuri de creștere
Acest gen de lintiță a fost plasat anterior într-o altă familie de plante floricole, Lemnaceae, dar ea este considerată acum ca făcând parte din familia Araceae.
Speciile de Lemna cresc la fel ca talurile plutitoare simple deasupra sau imediat sub suprafața apei. Cele mai multe sunt mici, de maximum 5 mm în lungime, cu excepția speciei Lemna trisulca, care este alungită și are o structură ramificată. Talurile Lemna au o singură rădăcină, care distinge acest gen de genurile înrudite Spirodela și Landoltia.
Plantele cresc în principal prin reproducere vegetativă: două plante fiice se desprind din planta adultă. Această formă de creștere permite colonizarea foarte rapidă a apelor. Lintița este o plantă cu flori și aproape toate speciile sale sunt cunoscute ca reproducându-se sexual, înflorind și producând semințe în condiții corespunzătoare. Anumite specii de lintiță (cum ar fi L. gibba) sunt plante de zi lungă, în timp ce altele (cum ar fi L. minor) sunt plante de zi scurtă.
Când Lemna invadează o cale navigabilă, ea poate fi îndepărtată mecanic prin adaos de pești ierbivori (de exemplu, peștele cosaș) sau tratată cu erbicid.
Creșterea rapidă a lintiței găsește aplicații în bioremedierea apelor poluate și ca organisme de testare pentru studiile de mediu. Ea este, de asemenea, utilizată ca un sistem de exprimare genetică pentru producția industrială de produse biofarmaceutice.
Lintița uscată este o bună hrană pentru vite. Ea conține 25-45% proteine (în funcție de condițiile de creștere), 4,4% grăsime și 8-10% fibre, calculate când planta este uscată.

## Specii
Secțiunea Alatae
- Lemna aequinoctialis Welw. – zonele tropicale și subtropicale
- Lemna perpusilla Torr. – estul Statelor Unite ale Americii, Quebec

Secțiunea Lemna
- Lemna gibba L. – lintiță gheboasă - pe scară largă
- Lemna minor L. – lintiță mică - în diferite țări
- Lemna trisulca L. – lintiță trisulcată - în diferite țări

Secțiunea Uninerves
- Lemna minuta Kunth – lintiță pitică - America de Nord și de Sud
- Lemna valdiviana Phil. – lintiță valdiviană[5][6] - America de Nord și de Sud

Secțiune necunoscută

- Lemna japonica Landolt - Japonia, China, Coreea, Orientul Îndepărtat al Rusiei
- Lemna obscura (Austin) Daubs - Statele Unite ale Americii, Mexic, Chile, Columbia, Ecuador
- Lemna tenera Kurz - Indochina, Sumatra, Teritoriul de Nord din Australia
- Lemna turionifera Landolt - zonele temperate din Europa, Asia, America de Nord
- Lemna yungensis Landolt - Bolivia

Specii plasate anterior în această familie
- Landoltia punctata (G. Mey.) Les & D. J. Crawford (ca L. oligorrhiza Kurz și L. punctata G. Mey.)
- Spirodela polyrhiza (L.) Schleid. (ca L. polyrhiza L.)
- Wolffia arrhiza (L.) Horkel ex Wimm. (ca L. arrhiza L.)

## Specii din România
În România cresc 4 specii de lintițe: 
- Lemna gibba = Lintiță gheboasă - întâlnită prin ape stagnante;
- Lemna minor = Lintiță mică - comună de la câmpie până în regiunea montană, prin ape stagnante sau încet curgătoare, adesea în colonii;
- Lemna minuta = Lintiță pitică - specie recent introduse în România, întâlnită în Delta Dunării, în bălțile de pe lângă Lacul Nebunu;
- Lemna trisulca = Lintiță trisulcată - comună în regiunea de câmpie și dealuri, prin ape stagnante,bogate în materii organice.

## Specii din Republica Moldova
În Republica Moldova cresc 3 specii de lintițe:
- Lemna gibba = Lintiță gheboasă
- Lemna minor = Lintiță mică
- Lemna trisulca = Lintiță trisulcată

## Lecturi generale
- Cross, J.W. (2006). The Charms of Duckweed.
- Landolt, E. (1986) Biosystematic investigations in the family of duckweeds (Lemnaceae). Vol. 2. The family of Lemnaceae - A monographic study. Part 1 of the monograph: Morphology; karyology; ecology; geographic distribution; systematic position; nomenclature; descriptions. Veröff. Geobot. Inst., Stiftung Rübel, ETH, Zurich.